# 가짜 게버
가짜 게버(영어: Pseudo-Geber)는 13세기에 활동한 유럽의 연금술사이다. 가짜 게버가 쓴 저작 몇 개는 때때로 연금술과 야금술 분야에서 활동한 타란토의 파울의 저작으로 분류되기도 한다. 가짜 게버는 "Geber"라는 필명을 썼는데, 이는 8세기에 활동한 아랍의 연금술사 자비르 이븐 하이얀(Jābir ibn Hayyān)을 라틴어로 줄여 쓴 것이다. 가짜 게버의 저작은 유럽에서 오랜 세월 동안 자비르 이븐 하이얀의 저작을 번역한 것으로 잘못 알려져 왔다.
아랍의 연금술과 연금술사 자비르는 11~13세기 중세 유럽의 연금술사들에게 높은 권위를 가지고 있었다. (하지만, 자비르의 저작으로 알려진 몇 가지 아랍 연금술 서적은 자비르의 사후인 815년의 훨씬 뒤에 쓰여진 것으로 밝혀졌다.) 가짜 게버는 자비르의 명성을 이용하고자 이 필명을 쓴 것으로 추정된다.이는 pseudepigraph 로 불리며, 중세 시절에 자주 있었던 일이다. 일례로, 중세에는 가짜 아리스토텔레스의 저작이 횡행했던 바 있다.